# ۱۶۴ (قمری)
۱۶۴ (قمری)، صد و شصت و چهارمین سال در گاهشماری هجری قمری است. اول محرم این سال برابر با دهم سپتامبر سال ۷۸۰ میلادی است.